# 溪洲交流道
24°37′31″N 120°46′26″E / 24.625312°N 120.773899°E
溪洲交流道位於臺灣後龍鎮溪洲里，為臺灣台61線指標102公里處的交流道，交流道型式為分離式簡易鑽石型，在1996年7月26日通車，可連絡縣道126號。
|      | 102 溪洲 |           | 南下 | 後龍 水尾 |
| 北上 | 102 溪洲 | 水尾 後龍 |      |           |

## 外部連結
- 台61線大山平交匝道、外埔平交匝道、溪洲交流道示意圖 （页面存档备份，存于）（交通部公路總局）